# 8P/Tuttle
8P/Tuttle (também conhecido como Cometa Tuttle) é um cometa periódico. Seu último periélio aconteceu no final de janeiro de 2008 e em fevereiro daquele ano, era visível para os observadores do Hemisfério Sul dotados com telescópio, na constelação de Eridanus. Em 30 de dezembro de 2007, estava em conjunção com a galáxia espiral M33. Em 2 de janeiro de 2008, passou próximo à Terra a uma distância de 0,25 UA.
O cometa 8P/Tuttle é responsável pela chuva de meteoros ursídeas a cada final de dezembro. Com a passagem do cometa no final de 2007 e início de 2008, esperava-se que as ursídeas fossem mais espetaculares e numerosas do que o habitual, devido ao retorno do cometa. A previsão não se materializou e as contagens de meteoritos ficaram dentro da faixa de distribuição normal.

## Núcleo binário

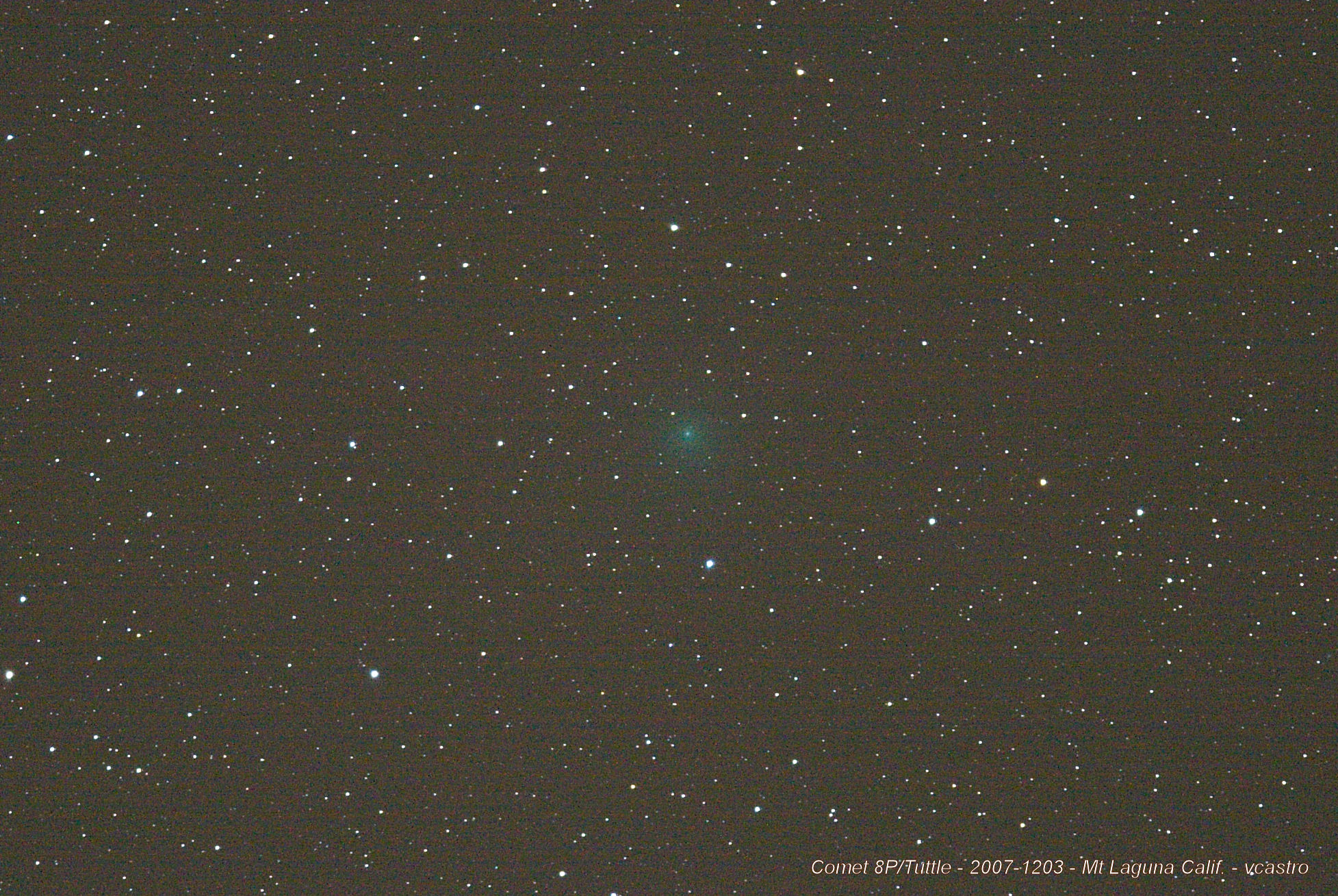
O cometa Tuttle em 3 de dezembro de 2007, visto de Mount Laguna, California

Observações de radar do Cometa Tuttle em janeiro de 2008 a partir do radiotelescópio de Arecibo mostraram que o núcleo do cometa está dividido em dois fragmentos em contato. O núcleo cometário mede cerca de 4,5 km de diâmetro.